# Adolf Glöckner
Adolf Glöckner (16. července 1850 Nové Město pod Smrkem – 14. března 1936 Nové Město pod Smrkem) byl rakouský a český podnikatel a politik německé národnosti, na konci 19. a počátkem 20. století poslanec Českého zemského sněmu a Říšské rady.

## Biografie
Narodil se do rodiny tkalce Josefa Glöcknera a jeho manželky Kateřiny, rozené Raazové. Vyučil se zámečníkem a pracoval pak v Německu, Francii, Švýcarsku (vystudoval odbornou školu v Basileji) a ve Vídni. Od roku 1873 působil v rodném Novém Městě pod Smrkem, kde měl dílnu. Od roku 1882 zasedal v obecním zastupitelstvu, od roku 1885 v městské radě a od roku 1887 v okresním zastupitelstvu. Od roku 1894 byl členem obchodní a živnostenské komory v Liberci. V roce 1897 se stal starostou rodného města. Od roku 1909 zasedal v Říšské živnostenské radě ve Vídni a od roku 1909 byl prezidentem Českoněmeckého živnostenského svazu v Praze.
Už koncem století se zapojil i do zemské politiky. Ve volbách v roce 1895 byl zvolen v kurii obchodních a živnostenských komor (volební obvod Liberec) do Českého zemského sněmu. Uvádí se jako německý liberál (takzvaná Německá pokroková strana). Mandát zde obhájil i ve volbách v roce 1901 a volbách v roce 1908.
Ve volbách roku 1897 se stal i poslancem Říšské rady (celostátní zákonodárný sbor), kde zastupoval kurii venkovských obcí, obvod Liberec, Český Dub atd. Mandát obhájil za stejný obvod ve volbách roku 1901. Do vídeňského parlamentu se vrátil po doplňovacích volbách roku 1910, konaných již podle všeobecného a rovného volebního práva, kdy uspěl za obvod Čechy 104. Nastoupil 24. listopadu 1910 místo Josefa Bartha. Mandát obhájil v řádných volbách roku 1911, nyní za obvod Čechy 77.
V roce 1906 se uvádí coby jeden z pěti poslanců Říšské rady, zastupujících Německou agrární stranu (Deutsche Bauernpartei). Po návratu na Říšskou radu roku 1910 zasedl do poslaneckého klubu Německý národní svaz (Deutscher Nationalverband), v jehož rámci byl členem Německé radikální strany. Stranickou i klubovou příslušnost si zachoval i po volbách roku 1911.
Po válce zasedal ještě v letech 1918–1919 jako poslanec Provizorního národního shromáždění Německého Rakouska (Provisorische Nationalversammlung).
S manželkou Antonií, rozenou Melzerovou, měl pět dětí.